# Palazzo Zen (San Polo)
Palazzo Zen (o Palazzo Zen ai Frari) è un palazzo di Venezia, situato nel sestiere di San Polo, in posizione equidistante dai Frari, dall'Archivio di Stato e da Campo San Stin, verso il quale guarda la facciata principale, posta sul rio di San Stin.

## Storia
Il palazzo, edificio quattrocentesco voluto dalla famiglia Zeno come dimora, è ancora oggi di proprietà della casata. Fu rimaneggiato nei secoli successivi, mantenendo sempre il proprio assetto stilistico.

## Descrizione
L'edificio è un palazzo gotico di tre piani disposto a L. I due piani nobili presentano in facciata la medesima forometria, composta da una quadrifora a sesto acuto centrale e da due monofore gotiche per lato; tutte le aperture dei due piani nobili sono dotate di balaustra.
All'interno vanno ricordati i soffitti neoclassici, opera di Sebastiano Santi.